# Phelotrupes cheni
Phelotrupes cheni är en skalbaggsart som beskrevs av Ochi, Kon och Bai 2010. Phelotrupes cheni ingår i släktet Phelotrupes och familjen tordyvlar. Inga underarter finns listade i Catalogue of Life.